# Басевич, Аида Иссахаровна
Аида Иссахаровна Басевич (18 июля 1905, Санкт-Петербург, Российская империя — 25 мая 1995) — российская анархистка. Её несколько раз арестовывали из-за её анархистских убеждений, она пережила длительные сроки заключения, политическую ссылку и пребывание в лагере для военнопленных. Известность Басевич принесла её борьба за улучшение обращения с политическими заключенными, а также её тюремные мемуары, в которых она подробно рассказывает о своей жизни и опыте в анархистском движении.

## Ранние годы
Басевич родилась в зажиточной семье в Санкт-Петербурге, её отец Иссахар Басевич был преуспевающим инженером-строителем. В своих воспоминаниях она отмечала, что он обладал «революционным духом», а в его библиотеке имелись работы Петра Кропоткина, Веры Фигнер и Сергея Степняка-Кравчинского. На труды этих авторов Басевич целиком возложила своё «нравственное воспитание».
Басевич училась в Выборгском коммерческом училище, известном своей современной по тому времени образовательной практикой, которая включала в себя совместное обучение, родительские и учительские комитеты родителей, а также высокую политическую активность в классах. Однако её учёба там была прервана, когда ей было 14 лет. В 1919 году Басевич с матерью бежали из Петрограда во время Гражданской войны в России. В 1921 году Басевич вернулась в Петроград, где посещала вечернюю школу, но не проявила к учёбе в ней особого интереса. В этот период своей жизни она начала думать о занятии политикой и хотела даже стать комсомолкой, но от этой идеи отказалась после того, как стала свидетелем жестокой акции коммунистов против церкви.
В 1924 году Басевич поступила в ленинградский Государственный институт истории искусств (ГИИИ). Там она впервые увлеклась анархистским движением, идеи которого она постоянно обсуждала в неформальной группе своих сверстников. Некоторые из её друзей из этой группы были арестованы за свои анархистские убеждения после того, как были избраны во внутренний институтский комитет, призванный помогать студентам находить работу. Басевич организовывала сбор посылок и их доставку своим заключённым товарищам.

## Аресты, тюрьмы и ссылки
Басевич впервые была арестована 8 февраля 1925 года. Её обвинили в следовании идеям анархизма и выступлении против советской власти. Она писала потом, что «с самого первого дня в тюрьме моей главной задачей была борьба за особый режим для политзаключённых». Её первым действием на этом пути было объявление голодовки с требованием получения права посещения, к которой присоединились несколько других заключённых. После первого ареста Басевич провела три года в ссылке в Орске и Оренбурге.
В 1928 году, будучи на седьмом месяце беременности, Басевич чуть не умерла, если бы не срочная помощь видных диссидентских интеллектуалов и анархистского Чёрного Креста. Она получила три года ссылки в Минусинске за участие в заговоре с целью побега заключённых. Последний раз Басевич была арестована в 1941 году, тогда она была приговорена к 10 годам лагерей. Две её дочери были отправлены в детский дом. В 1944 году, находясь в лагере, Басевич родила сына Михаила. В 1947 году её освободили по амнистии матерей, имеющих маленьких детей, и сослали в Куйбышевскую область.
Во время своих арестов и ссылок Басевич сталкивалась с революционерами, благодаря общению с которыми она только крепла в своих анархистских убеждениях. Находясь в тюрьме, она написала мемуары, в которых подробно описала свою молодость и истории из ссылок и заключения. Они включают в себя описания её борьбы и сопротивления против систематического насилия в тюрьме, а также истории из её юности.
Последняя ссылка Басевич закончилась в 1957 году. Остаток своей жизни она провела в Ленинграде, работая техником до 1979 года и дожив до своей смерти в 1995 году. Она никогда не отступала от своих анархических взглядов и стала членом постсоветской Конфедерации революционных анархо-синдикалистов.